# لوسيا بينديتي
لوسيا بينديتي (بالإنجليزية: Lúcia Benedetti)‏ (30 مارس 1914 في البرازيل - 1998، ريو دي جانيرو في البرازيل)؛ كاتِبة مُتخصِّصة في أدب الأطفال، كاتبة مسرحية، صحفية وروائية برازيلية.

## روابط خارجية
- لوسيا بينديتي على موقع ميوزك برينز (الإنجليزية)